# 南瓶鼻鯨
南瓶鼻鯨（学名：Hyperoodon planifrons）又称南极瓶鼻鲸和平头鲸。其遠不如其近親北瓶鼻鯨來得有名。牠們似乎從未成為商業捕鯨的對象，也未有任何特定的田野調查。因此，人們對牠們的了解大多來自於對擱淺個體的解剖，或是科學家在調查其他鯨豚時意外的目擊記錄。已知南瓶鼻鯨僅分布於南半球，但過去在印度洋與太平洋熱帶海域觀察到的“熱帶瓶鼻鯨”（tropical bottlenose whale）是否就是南瓶鼻鯨，幾十年來一直困擾著科學界。雖然這些目擊記錄外型非常像南瓶鼻鯨，不過有部分學者認為應屬他種，可能是難以捉摸的朗氏中喙鯨（Longman's
Beaked Whale）。

## 基本資料
其他俗名：Antarctic Bottlenose Whale、Flathead（英）、ballena nariz de botella（西班牙）、gran calderon（拉丁美洲）、minami tokkuri kujira（日本）、ploskolobye butylkonos（俄羅斯） 
出生時身長體重：未知
最大身長體重記錄：雄 6.94m、雌 7.45m；體重約6,000-8,000kg
壽命：未知

## 外型特徵
南瓶鼻鯨的體型長而粗壯。嘴喙基部與額隆的界線相當明顯，成年雄鯨的嘴喙比雌鯨與未成年雄鯨來得粗短，其額隆呈球狀而高聳。胸鰭小而筆直，背鰭位於背部約全長三分之二處，外觀呈鐮刀狀，尾鰭中央無凹刻。下顎尖端有一對牙齒，僅成年雄鯨會露出牙齦，即使在嘴巴閉上時也看得見，但部分個體可能有四顆或不長牙齒。體色普遍呈黃褐至灰褐色，腹部為灰白色，不過部分學者認為背部的色調是因為矽藻覆蓋的影響，而不是真正的體色。背部與身體側面常有白色的長條傷痕，在成年雄鯨身上尤其明顯。某些個體額隆呈灰白色，與背部的深色形成明顯的對比，該灰白色區域會延伸至噴氣孔後方。

## 分布
南瓶鼻鯨廣泛分布於南半球，分布北限在南太平洋海域至少達智利的法耳巴拉索（Valparaiso）、紐西蘭北島（North Island），與澳洲的新南威爾斯（New South Wales）；在西印度洋為澳洲西部與約南緯31度；在南大西洋則為南非的開普省（Cape Province）與巴西的南里約格蘭德（Rio Grande do Sul）。通常在南緯30度以南出現，特別是南緯58至62度一帶；最南可在羅斯海（Ross Sea）約南緯73度處發現。在夏季，出現密度最高的區域在距離冰層邊緣約60海哩處。1960年，斯里蘭卡曾傳出有南瓶鼻鯨擱淺，但經查證實為柯氏喙鯨（Cuvier's Beaked Whale，又稱柯維氏喙鯨）。

## 習性
南瓶鼻鯨常以1至3頭的小群出現，數量上一般不超過10頭，偶爾達25頭。牠們是深層的潛水者，極少出現於水深不到183公尺的海域，似乎可潛至1,000公尺深處，時間最長可達1小時以上，不過一般不會作如此長時間的潛水。在深潛完上浮後會在海面停留10分鐘左右，此時會以30至40秒1次的頻率換氣，其多分支的噴氣約有1至2公尺後，在良好天候下可清楚觀察到。偶爾會躍身擊浪。

### 叫聲
相關文獻資料極少，學者E. H. Millar曾記錄一頭身長6.9m的擱淺雄鯨叫聲，形容牠“發出小豬般的叫聲，有時長而尖銳。”

## 生殖
對於其生殖狀況幾乎一無所知。由少數初生幼鯨的觀察記錄，推測位於南非外海族群的生殖期約在春季或夏季初。

## 食性
牠們專吃槍烏賊與魷魚，胃內容物幾乎全為頭足類嘴喙殘渣，其中有部分南極、亞南極海域的槍烏賊也是抹香鯨喜愛的食物，不過南瓶鼻鯨似乎傾向於食用較小型的種類。另外可能包括少量魚類與無脊椎動物。

## 現狀
雖然所知不多，但根據目擊的頻率來看，牠們可能是南極地區數量最多的喙鯨。牠們只有零星的捕捉記錄，也不常因漁船作業而有死傷。估計約有500,000頭南瓶鼻鯨在夏季時分布於南極聚合帶（Antarctic Convergence）以南。